# Округ Кандијохај (Минесота)
Кандијохај (енгл. Kandiyohi County) је округ у америчкој савезној држави Минесота.

## Демографија
По попису из 2010. године број становника је 42.239, што је 1.036 (2,5%) становника више него 2000. године.
| Група             | 2000.          | 2010.          |
| Белци             | 37.212 (90,3%) | 35.964 (85,1%) |
| Афроамериканци    | 209 (0,5%)     | 984 (2,3%)     |
| Азијати           | 158 (0,4%)     | 172 (0,4%)     |
| Хиспаноамериканци | 3.295 (8,0%)   | 4.710 (11,2%)  |
| Укупно            | 41.203         | 42.239         |